# ستيف لاندكويست
ستيف لاندكويست (بالإنجليزية: Steve Lundquist) (20 فبراير 1961 – ) هو سباح، من الولايات المتحدة، مثّل بلاده في الألعاب الأولمبية الصيفية 1984، وسباحة في الألعاب الأولمبية الصيفية 1984 – رجال 100 متر صدر ‏، وسباحة في الألعاب الأولمبية الصيفية 1984 – رجال 4 × 100 متر تتابع متنوع ‏.

## وصلات خارجية
- ستيف لاندكويست على موقع IMDb (الإنجليزية)
- ستيف لاندكويست على موقع قاعدة بيانات الفيلم (الإنجليزية)

- ستيف لاندكويست على موقع الاتحاد الدولي للسباحة (الإنجليزية)
- ستيف لاندكويست على موقع قاعة مشاهير السباحة العالمية (الإنجليزية)
- ستيف لاندكويست على موقع أوليمبيديا (الإنجليزية)
- ستيف لاندكويست على موقع قاعة جورجيا للمشاهير الرياضية (مؤرشف) (الإنجليزية)